# Law & Order (seizoen 21)
Dit artikel vat het eenentwintigste seizoen van Law & Order samen.

## Hoofdrollen
- Anthony Anderson - hoofdrechercheur Kevin Bernard
- Jeffrey Donovan - rechercheur Frank Cosgrove
- Camryn Manheim - inspecteur Kate Dixon
- Hugh Dancy - eerste hulpofficier van justitie Nolan Price
- Odelya Halevi - hulpofficier van justitie Samantha Maroun
- Sam Waterston - officier van justitie Jack McCoy

## Terugkerende rollen
- Shayvawn Webster - rechercheur Dani Vertiz

## Afleveringen
| Aflevering | Titel               | Regisseur         | Schrijver                 | Uitzenddatum     | Selectie gastrollen |
| --- | ------------------- | ----------------- | ------------------------- | ---------------- | --- |
| 1. | The Right Thing     | Jean de Segonzac  | Dick Wolf Rick Eid        | 24 februari 2022 | Alicia Coppola - advocate Keller Lisa Arrindell - Veronica King Norm Lewis - Henry King Jeannine Kaspar - Nicole Bell                                                                    |
| Wanneer een bekende zanger, die vrijgelaten werd nadat hij vrijgesproken werd door een vormfout, doodgeschoten wordt gaat het team op onderzoek uit. Het team ontdekt dan dat de moordenaar een van de slachtoffers was van de zanger, en dan ontstaan er complicaties met betrekking tot wie mogelijk van tevoren op de hoogte was van het complot en de moord hierdoor plaats liet vinden. |                     |                   |                           |                  | |
| 2. | Impossible Dream    | Michael Pressman  | Pamela Wechsler Rick Eid  | 3 maart 2022     | Rachelle Lefevre - Nina Ellis Zabryna Guevara - Amanda Stanley Brian Keane - Brian Morrison Jared Canfield - Derek Seaver                                                                |
| Wanneer de leidinggevende van een kankerscreeningsfirma op brute wijze wordt vermoord gaat het team op onderzoek uit. Het blijkt dat zijn verloofde de vermoedelijke dader is, en dat zij handelde om te verdoezelen dat de screeningstest defect was en valse resultaten oplevert. Hulpofficier van justitie Nolan Price heeft haar handen vol aan de rechtszaak, dit omdat de vermoedelijke dader een voormalige werknemer hiervoor op wil laten draaien en daarna wil zij zelfverdediging claimen. |                     |                   |                           |                  | |
| 3. | Filtered Life       | Milena Govich     | Art Alamo Pamela Wechsler | 10 maart 2022    | Marsha Stephanie Blake - Erica Knight Molly Lloyd - Valerie Larson Chris Hietikko - Josh Larson Milica Govich - rechter Leanne Dreben Christian Mallen - Daniel Garrett                  |
| Wanneer een socialemedia-influencer, die met een busje door het land reisde, wordt vermoord leidt dit tot een klopjacht op de hoofdverdachte van deze moord. |                     |                   |                           |                  | |
| 4. | Fault Lines         | Heather Cappiello | Pamela Wechsler Art Alamo | 17 maart 2022    | Carlos Gómez - Mark Mendez Jessica Tuck - Clara Newhall Kevin Mambo - Tom McDaniel Saul Stein - Weisman                                                                                  |
| De moord op een rechter leidt het team naar een beroemde tennisster die geestelijk incompetent werd verklaard en onder toezicht werd gesteld van haar controlerende, manipulatieve vader. Bernard en Mauron ontdekken dan dat de rechter door de vader werd omgekocht om het toezicht te verlengen. Dan krijgen zij een discussie over de feit of dit een reden is om haar schuld voor moord te verzachten.                                                                                           |                     |                   |                           |                  | |
| 5. | Free Speech         | Alex Hall         | Rick Eid                  | 7 april 2022     | Jeffrey Nordling - Jordan Reed Jorge Chapa - Manny Lopez Shannon Marie Sullivan - Amanda Hoyt Keith Hamilton Cobb - rechter Andrew Morton                                                |
| Een aspirant-congreskandidaat is het onderwerp van een lastercampagne door een rechtse mediamagnaat, en wordt dan voor een bus geduwd met fatale afloop. De politie en de aanklagers moeten nu ontdekken wie de dader is van deze brute moord, maar ook of de woorden van de mediamagnaat dan al niet een rol spelen bij deze misdaad. |                     |                   |                           |                  | |
| 6. | Wicked Game         | Alex Hall         | Pamela Wechsler Art Alamo | 14 april 2022    | Currie Graham - Kyle Swanson Michael Beach - Brian Harris Jack Noseworthy - senator Jack Nathan Jarvis B Manning jr. - Andre Walker                                                      |
| Bij de dood van een homoseksuele jonge zwarte man door ogenschijnlijk een overdosis meth is niet alles wat het lijkt te zijn. Deze zaak komt iets te dichtbij bij inspecteur Dixon. |                     |                   |                           |                  | |
| 7. | Legacy              | Sarah Boyd        | Pamela Wechsler           | 28 april 2022    | Bonnie Somerville - mrs. Richardson Darren Goldstein - John Richardson Stephen Moran - Bennett Richardson Maury Ginsberg - advocaat Scott Quinn Geraldine Leer - advocaat Karen Whitbeck |
| Het onderzoek van het doodschieten van de directeur van een privéschool leidt het team naar een emotioneel gestoorde leerling. Wanneer het team ontdekt dat de vader van de leerling hem het wapen heeft gegeven, neemt Price een grote gok om de vader te vervolgen voor deze moord. |                     |                   |                           |                  | |
| 8. | Severance           | Yangzom Brauen    | Art Alamo                 | 5 mei 2022       | Tate Ellington - Colin Baker Francie Swift - Diana Marcus Christian Campbell - Ethan Merritt Angel Desai - rechter Roberta Hines                                                         |
| Wanneer de directrice van een groot bedrijf gewurgd in haar woning wordt gevonden, gaar het team op onderzoek uit. Zij kunnen diverse aanwijzingen aan elkaar verbinden om zo de dader te vinden. McCoy en Price maken zich zorgen over een keuze voor de rechtszaak die hun de zaak kan kosten. |                     |                   |                           |                  | |
| 9. | The Great Pretender | Alex Hall         | Rick Eid Pamela Wechsler  | 12 mei 2022      | Patrick Heusinger - Wyatt Ackman Ian Blackman - Charles Ackman Erinn Ruth - Rebecca Greenough Hannah Cabell - Renee Gittens                                                              |
| Wanneer een jonge socialite uit Manhattan wordt vermoord gaat het team op onderzoek uit, en zij moeten feiten en ficties doorzoeken om zo de dader te vinden. Het moordproces neemt dan een wending die voor Price persoonlijk wordt en Maureen in een moeilijke situatie brengt. |                     |                   |                           |                  | |
| 10. | Black and Blue      | Eriq La Salle     | Rick Eid                  | 19 mei 2022      | Mariska Hargitay - inspecteur Olivia Benson Michael Beach - Brian Harris Nathan Darrow - Scott Gleacher Terry Serpico - chief Tommy McGrath Ashley Nicole Blake - Kendra Daniels         |
| De moord op een rechercheur dreigt de stad uit elkaar te scheuren, en Cosgrove treurt om het verlies van een vriend en vraagt inspecteur Benson voor hulp bij deze zaak. McCoy en Price raken het niet eens over hoe zij de dader moeten vervolgen. |                     |                   |                           |                  | |